# Polygonum bistortoides
Espèce
Classification phylogénétique
Polygonum bistortoides est une plante vivace du genre Polygonum présente dans les régions montagneuses de l'ouest de l'Amérique du Nord au Canada et aux États-Unis.

## Habitat
Polygonum bistortoides pousse des pieds des montagnes jusqu'au-dessus de la limite des arbres. En altitude, les plants sont toutefois plus petits. À l'ouest de l'Amérique du Nord, la plante est présente de la Californie à la Colombie-Britannique. Plus à l'est, elle est présente de l'Alberta au Nouveau-Mexique. Elle est ainsi présente dans les régions alpine et subalpine des massifs montagneux de la chaîne des Cascades comme dans le parc national du Mont Rainier.

## Description
La plante peut atteindre jusque 50 cm de haut. Les feuilles sont tannées et peuvent atteindre 40 cm de long. La plupart des feuilles partent de la base de la tige. L'inflorescence est cylindrique et se compose de petites fleurs blanches et roses. Chaque fleur mesure quelques millimètres.

## Utilisation
Polygonum bistortoides était une plante importante pour les peuplades amérindiennes de la région. Ses racines sont en effet comestibles et ont un goût de châtaigne. Les semences peuvent être consommées grillées mais peuvent aussi être séchées, pilées et utilisées pour faire une sorte de pain.

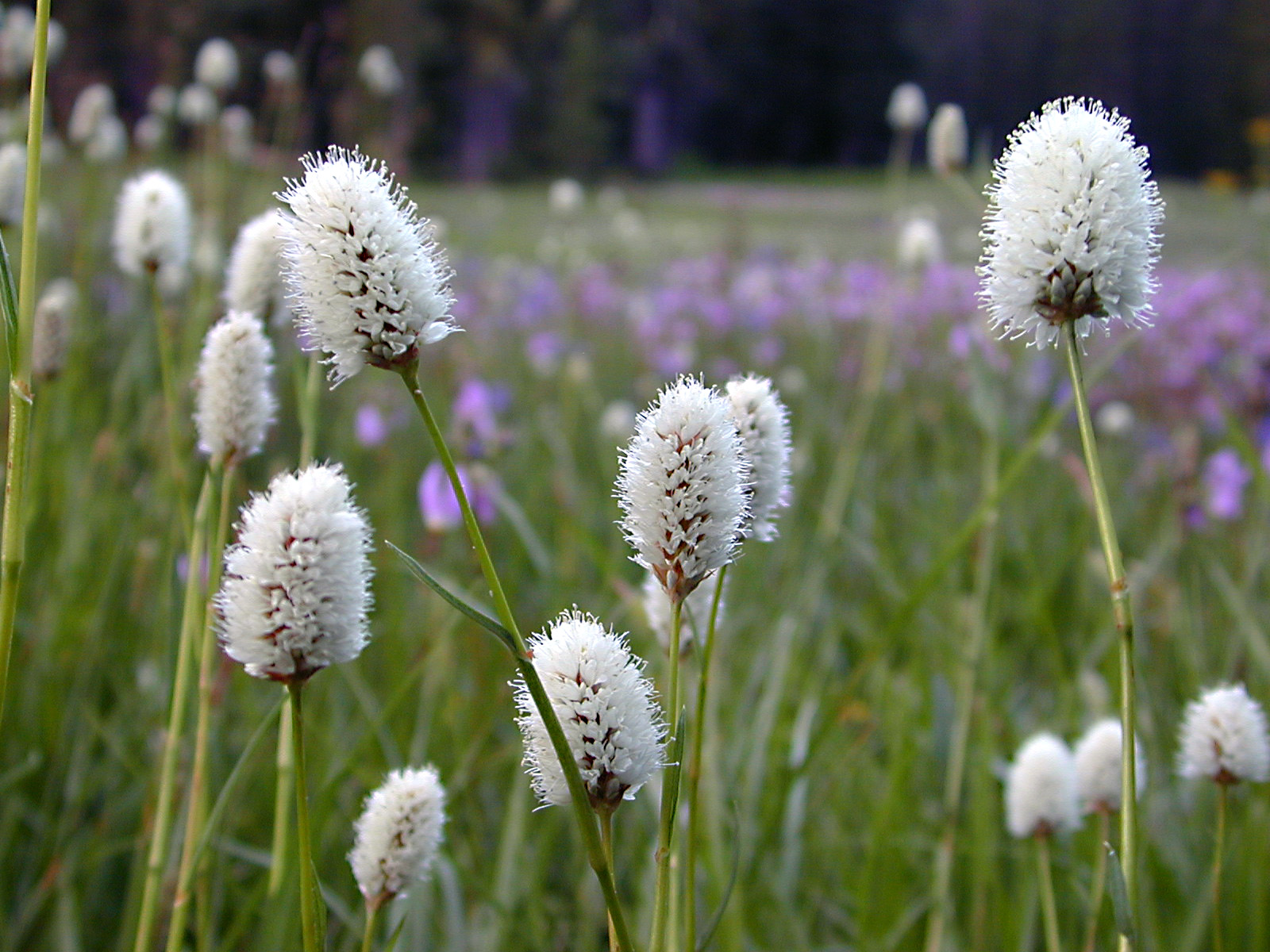
Dans le parc national de Yosemite.